# Langues chon
Pour les articles homonymes, voir chon.
Les langues chon (prononcé [tʃɔn]) sont une famille de langues amérindiennes d'Amérique du Sud, parlée en Argentine et au Chili, dans la partie méridionale de la Patagonie et en Terre de Feu.

## Classification
Les langues sont au nombre de six:
- Le querandí
- Le tehuelche.
- Le gününa yajich.
- Le teushen, parlé en Patagonie.

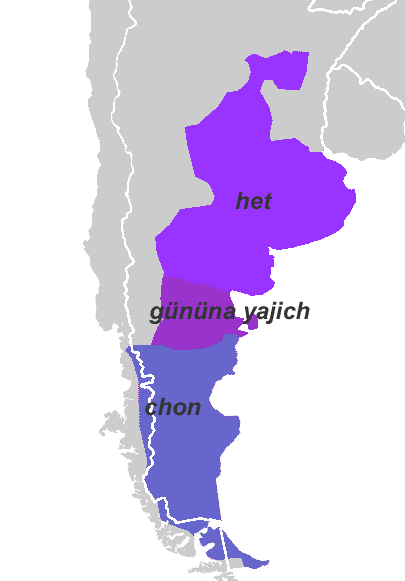
Extension géographique des langues chon

- Le selknam, ou ona, parlé en Terre de feu.
- Le haush, également en Terre de Feu.